# Saison 1951-1952 de la Juventus FC
Maillots
Chronologie
Saison précédente Saison suivante
La saison 1951-1952 de la Juventus Football Club est la quarante-neuvième de l'histoire du club, créé cinquante-cinq ans plus tôt en 1897.
Le club du Piémont prend part cette saison à la 50e édition du championnat d'Italie (20e de Serie A), ainsi qu'à la 4e édition de la Coupe Latine.

## Historique
Ressortant d'une 3e place, la Juventus Football Club du président Gianni Agnelli tente au cours de cette saison de reconquérir le scudetto acquis 2 ans plus tôt.
Un nouvel entraîneur arrive sur le banc en la personne du Hongrois György Sárosi qui remplace l'intérimaire Luigi Bertolini.
Pour à nouveau remporter le titre, la société se décide d'acquérir cette saison quelques nouveaux joueurs comme le défenseur Giuseppe Corradi ainsi que les attaquants Emilio Caprile et Ermanno Scaramuzzi (retour au club pour les deux joueurs).
C'est donc avec un effectif quelque peu remanié que les bianconeri débutent avec le championnat à la fin de l'été 1951.

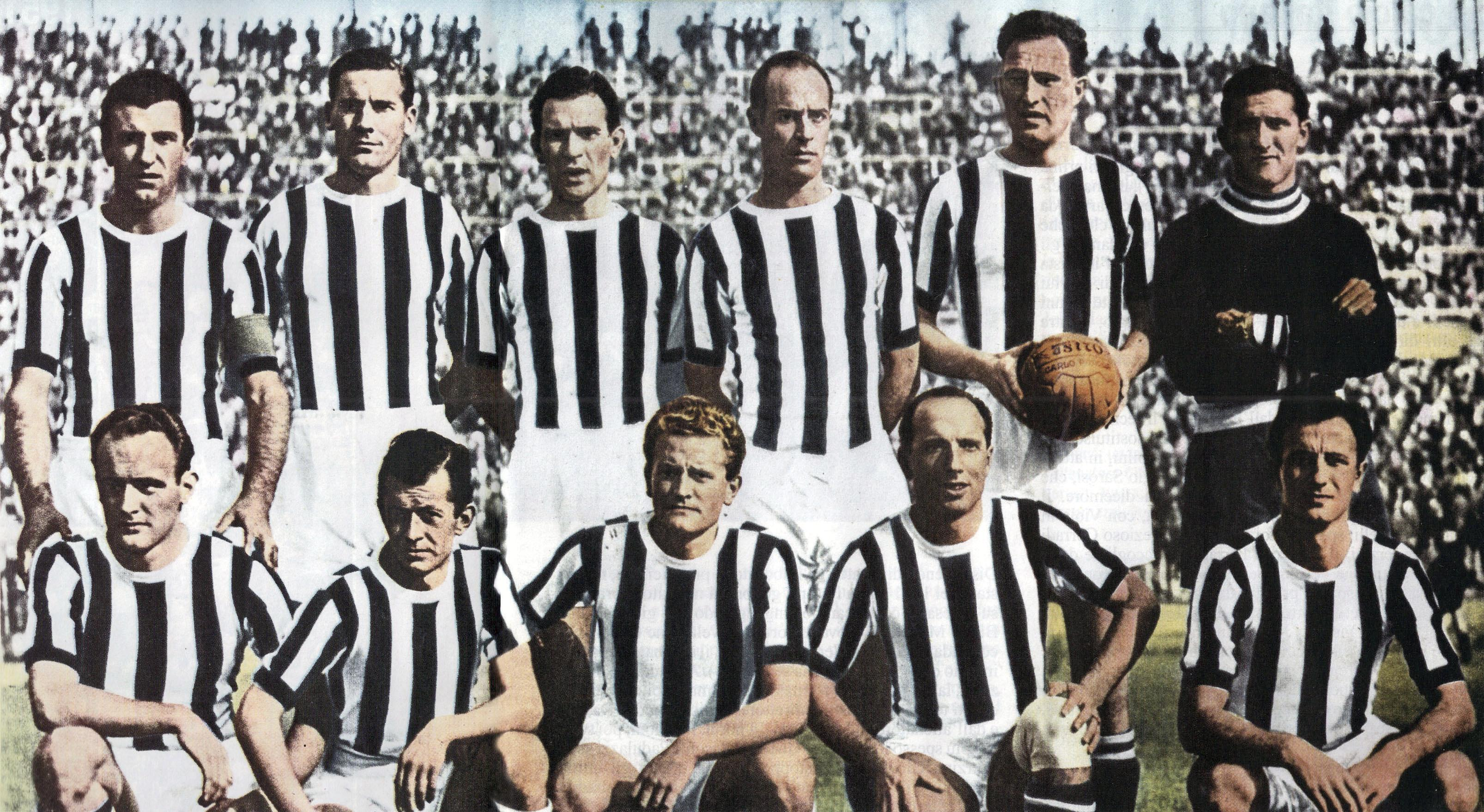
Les bianconeri champions d'Italie et 3e prix à la Coupe Latine

Le dimanche 9 septembre 1951, la Vieille Dame ouvre sa saison chez elle en se séparant du SPAL sur le score de un but partout (Muccinelli comme buteur bianconero), avant d'ensuite démarrer son début de saison en trombe avec 7 victoires de rang entre la 2e et la 8e journée, série arrêtée le 4 novembre lors d'un déplacement chez la Sampdoria et une défaite 2 buts à 1 (but juventino de Muccinelli). Deux semaines plus tard a lieu le très attendu derby della Mole contre le vieil ennemi turinois du Torino, lors d'un match se terminant sur un score vierge, avant que la Juve n'enchaîne avec deux matchs nuls consécutifs puis ne termine son année avec deux victoires. La première partie de l'année 1952 voit les piémontais l'emporter 3-2 sur l'Inter au Stadio Comunale (buts de Præst, Muccinelli et Mari sur penalty) et terminent ensuite leur phase aller avec deux victoires et une défaite. Le 3 février, la Juventus s'impose cette fois un but à rien contre le SPAL (grâce à un but de K.A. Hansen) pour le début de la phase retour. La semaine suivante, les juventini écrasent sur leurs terres 6 à 1 Legnano (avec deux triplés de Boniperti et J. Hansen), puis, après ensuite une nouvelle défaite 2-0 contre la Lazio, entament une nouvelle série de 6 victoires de suite entre la 23e et 28e journée. Deux semaines plus tard, le 20 avril, Madama écrase le Torino par 6 buts à rien (avec des doublés de J. Hansen et Boniperti ainsi que des buts de A.K. Hansen et Vivolo). Le 4 mai, le club bianconero bat le Milan sur le score de 3-1 à Turin (réalisations de Vivolo, Boniperti et de Præst), puis alterne ensuite entre nuls, victoires et défaite jusqu'à la fin de la saison, jouant son dernier match le 22 juin lors d'une victoire 2-1 en déplacement à Padoue (avec des buts de Caprile et Muccinelli).

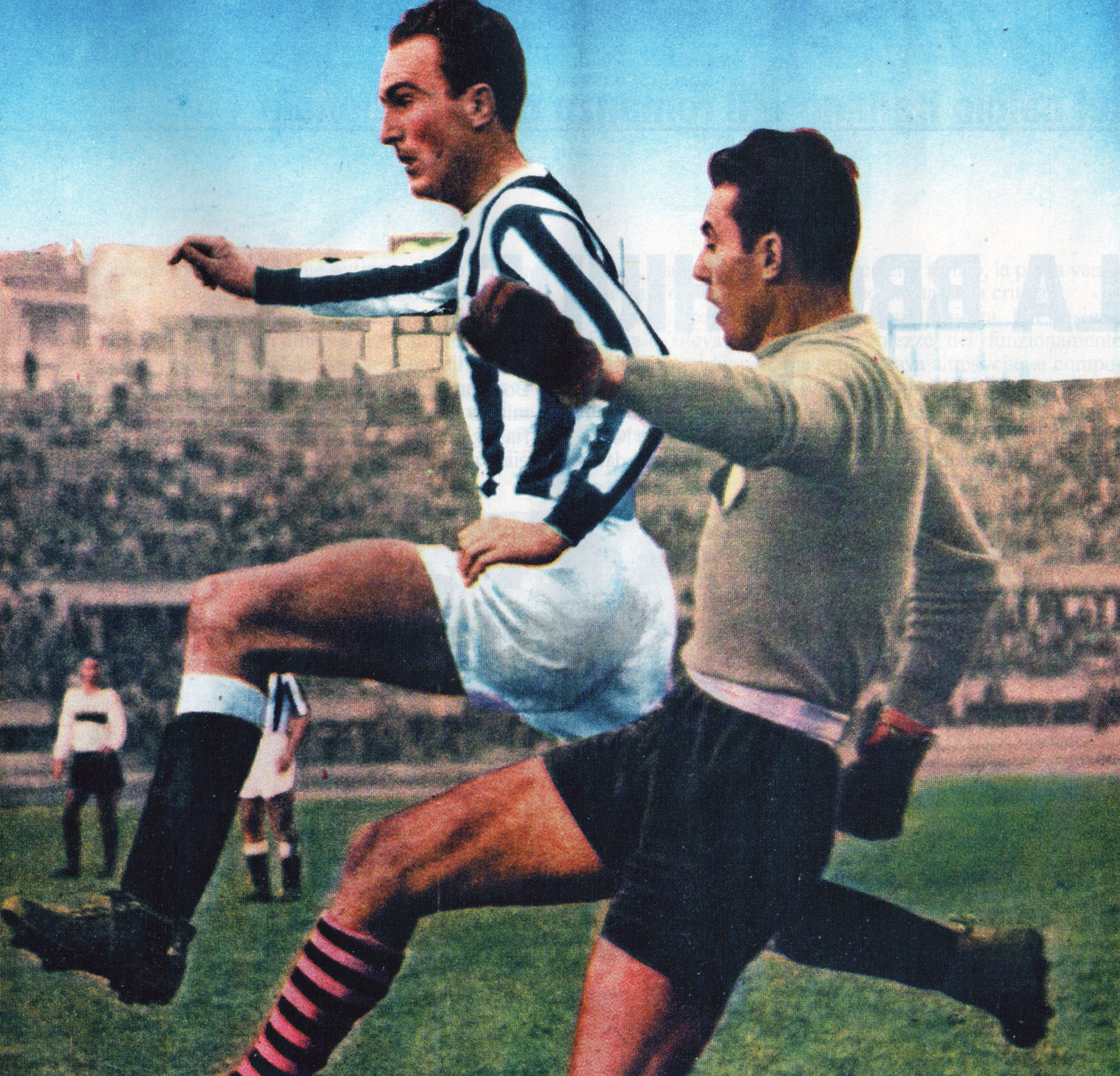
John Hansen, meilleur buteur du championnat

Les 60 points remportés par les piémontais obtenus grâce à leurs 26 victoires, 8 nuls et seulement 4 défaites les conduisirent vers leur 9e titre de champion d'Italie, avec 7 longueurs d'avance sur le Milan.
Avec à nouveau 3 joueurs du club à être passés en championnat au-dessus de la barre des 15 buts inscrits, c'est le danois John Hansen (avec ses 30 buts en championnat) qui reste pour la 3e année de suite meilleur buteur bianconero de la saison, et cette saison meilleur buteur de Serie A (4e fois de l'histoire qu'un joueur de la Juve finit Capocannoniere du championnat).
Champion nationale, le club bianconero se retrouve donc qualifié pour la Coupe Latine 1952 disputée en France. Le 26 juin, ils se retrouvent en demi-finale au Parc des Princes de Paris contre les catalans du FC Barcelone, que ces derniers finissent pas éliminer par 4 buts à 2 (malgré un doublé de Boniperti). Les turinois se retrouvent donc deux jours plus tard à jouer un match pour la troisième place, remporté 3 buts à 2 (avec des buts de Boniperti, K.A. Hansen et Vivolo) contre les portugais du Sporting Clube de Portugal.

## Déroulement de la saison

### Résultats en championnat
- Phase aller

| dimanche 9 septembre 1951 1re journée | Juventus       | 1 - 1 | SPAL               | Stadio Comunale, Turin 15h30 Arbitre : Marchetti |
| dimanche 9 septembre 1951 1re journée | Muccinelli 20e |       | 70e (pen.) Bennike | Stadio Comunale, Turin 15h30 Arbitre : Marchetti |

| dimanche 16 septembre 1951 2e journée | Legnano | 0 - 3                                           | Juventus | Stadio Carlo Pisacane, Legnano 15h30 Arbitre : Pieri |
| dimanche 16 septembre 1951 2e journée |         | 17e J. Hansen · 84e K.A. Hansen · 87e Boniperti |          | Stadio Carlo Pisacane, Legnano 15h30 Arbitre : Pieri |

| dimanche 23 septembre 1951 3e journée | Juventus                                                        | 5 - 3 | Lazio                                            | Stadio Comunale, Turin 15h30 Arbitre : Tassini |
| dimanche 23 septembre 1951 3e journée | Muccinelli 5e 68e · Præst 12e · K.A. Hansen 28e · J. Hansen 31e |       | 8e (pen.) Gülesin · 65e Antoniotti · 89e Flamini | Stadio Comunale, Turin 15h30 Arbitre : Tassini |

| dimanche 30 septembre 1951 4e journée | Fiorentina | 0 - 2                          | Juventus | Stadio Comunale, Florence 15h30 Arbitre : Orlandini |
| dimanche 30 septembre 1951 4e journée |            | 72e Muccinelli · 80e Boniperti |          | Stadio Comunale, Florence 15h30 Arbitre : Orlandini |

| dimanche 7 octobre 1951 5e journée | Juventus                                                                          | 7 - 1 | Atalanta        | Stadio Comunale, Turin 15h00 Arbitre : Massai |
| dimanche 7 octobre 1951 5e journée | Muccinelli 2e 5e · Boniperti 21e 81e · J. Hansen 47e 60e (pen.) · K.A. Hansen 88e |       | 6e Santagostino | Stadio Comunale, Turin 15h00 Arbitre : Massai |

| dimanche 14 octobre 1951 6e journée | Triestina | 0 - 3                              | Juventus | Stadio Comunale, Trieste 15h00 Arbitre : Bellé |
| dimanche 14 octobre 1951 6e journée |           | 46e 90e Boniperti · 75e Muccinelli |          | Stadio Comunale, Trieste 15h00 Arbitre : Bellé |

| dimanche 21 octobre 1951 7e journée | Pro Patria | 1 - 3 | Juventus                                            | Stadio Comunale, Busto Arsizio 15h00 Arbitre : Orlandini |
| dimanche 21 octobre 1951 7e journée | 88e Toros  |       | 2e (pen.) J. Hansen · 9e Boniperti · 20e Muccinelli | Stadio Comunale, Busto Arsizio 15h00 Arbitre : Orlandini |

| dimanche 28 octobre 1951 8e journée | Juventus                                                | 5 - 1 | Udinese      | Stadio Comunale, Turin 15h00 Arbitre : Occhinegro |
| dimanche 28 octobre 1951 8e journée | J. Hansen 52e 53e 63e · Boniperti 56e · K.A. Hansen 70e |       | 89e Castaldo | Stadio Comunale, Turin 15h00 Arbitre : Occhinegro |

| dimanche 4 novembre 1951 9e journée | Sampdoria                   | 2 - 1 | Juventus       | Stade Luigi-Ferraris, Gênes 14h30 Arbitre : Tassini |
| dimanche 4 novembre 1951 9e journée | Bergamo 40e · Lucentini 48e |       | 16e Muccinelli | Stade Luigi-Ferraris, Gênes 14h30 Arbitre : Tassini |

| dimanche 18 novembre 1951 10e journée | Juventus                        | 2 - 0 | Lucchese | Stadio Comunale, Turin 14h30 Arbitre : Piemonte |
| dimanche 18 novembre 1951 10e journée | J. Hansen 41e · K.A. Hansen 80e |       |          | Stadio Comunale, Turin 14h30 Arbitre : Piemonte |

| dimanche 2 décembre 1951 11e journée | Torino | 0 - 0 | Juventus | Stadio Filadelfia, Turin 14h30 30 000 spectateurs Arbitre : Bellé |
| dimanche 2 décembre 1951 11e journée |        |       |          | Stadio Filadelfia, Turin 14h30 30 000 spectateurs Arbitre : Bellé |

| dimanche 9 décembre 1951 12e journée | Juventus       | 1 - 1 | Bologne       | Stadio Comunale, Turin 14h30 Arbitre : Orlandini |
| dimanche 9 décembre 1951 12e journée | Cervellati 33e |       | 80e Boniperti | Stadio Comunale, Turin 14h30 Arbitre : Orlandini |

| dimanche 16 décembre 1951 13e journée | Milan       | 1 - 1 | Juventus      | Stadio San Siro, Milan 14h30 Arbitre : Tassini |
| dimanche 16 décembre 1951 13e journée | Nordahl 58e |       | 54e J. Hansen | Stadio San Siro, Milan 14h30 Arbitre : Tassini |

| dimanche 23 décembre 1951 14e journée | Juventus                                       | 4 - 0 | Palerme | Stadio Comunale, Turin 14h30 Arbitre : Massai |
| dimanche 23 décembre 1951 14e journée | Vivolo 8e 32e · J. Hansen 16e · Muccinelli 65e |       |         | Stadio Comunale, Turin 14h30 Arbitre : Massai |

| dimanche 30 décembre 1951 15e journée | Naples      | 1 - 2 | Juventus                        | Stadio Arturo Collana, Naples 14h30 Arbitre : Bernardi |
| dimanche 30 décembre 1951 15e journée | Astorri 30e |       | 12e (pen.) Mari · 69e J. Hansen | Stadio Arturo Collana, Naples 14h30 Arbitre : Bernardi |

| dimanche 6 janvier 1952 16e journée | Juventus                                     | 3 - 2 | Inter | Stadio Comunale, Turin 14h30 Arbitre : Tassini |
| dimanche 6 janvier 1952 16e journée | Præst 24e · Muccinelli 61e · Mari 71e (pen.) |       |       | Stadio Comunale, Turin 14h30 Arbitre : Tassini |

| dimanche 13 janvier 1952 17e journée | Novare    | 1 - 4 | Juventus                                       | Stadio Comunale, Novare 14h30 Arbitre : Orlandini |
| dimanche 13 janvier 1952 17e journée | Baira 79e |       | 46e 85e J. Hansen · 46e Vivolo · 68e Boniperti | Stadio Comunale, Novare 14h30 Arbitre : Orlandini |

| dimanche 20 janvier 1952 18e journée | Côme                       | 2 - 0 | Juventus | Stadio Giuseppe Sinigaglia, Côme 14h30 Arbitre : Massai |
| dimanche 20 janvier 1952 18e journée | Giovetti 26e · Baldini 49e |       |          | Stadio Giuseppe Sinigaglia, Côme 14h30 Arbitre : Massai |

| dimanche 27 janvier 1952 19e journée | Juventus                                        | 3 - 0 | Padoue | Stadio Comunale, Turin 14h30 Arbitre : Cartei |
| dimanche 27 janvier 1952 19e journée | Caprile 20e · J. Hansen 79e · Vivolo 81e (pen.) |       |        | Stadio Comunale, Turin 14h30 Arbitre : Cartei |

- Phase retour

| dimanche 3 février 1952 20e journée | SPAL | 0 - 1           | Juventus | Stadio Comunale, Ferrare 15h00 Arbitre : Gemini |
| dimanche 3 février 1952 20e journée |      | 46e K.A. Hansen |          | Stadio Comunale, Ferrare 15h00 Arbitre : Gemini |

| dimanche 10 février 1952 21e journée | Juventus                                      | 6 - 1 | Legnano       | Stadio Comunale, Turin 15h00 Arbitre : Occhinegro |
| dimanche 10 février 1952 21e journée | Boniperti 1re 18e 30e · J. Hansen 29e 65e 68e |       | 78e Eidefjäll | Stadio Comunale, Turin 15h00 Arbitre : Occhinegro |

| dimanche 17 février 1952 22e journée | Lazio                           | 2 - 0 | Juventus | Stadio Torino, Rome 15h00 Arbitre : Bernardi |
| dimanche 17 février 1952 22e journée | Antoniotti 24e · Puccinelli 86e |       |          | Stadio Torino, Rome 15h00 Arbitre : Bernardi |

| dimanche 2 mars 1952 23e journée | Juventus                                           | 4 - 0 | Fiorentina | Stadio Comunale, Turin 15h00 Arbitre : Pieri |
| dimanche 2 mars 1952 23e journée | Boniperti 23e · J. Hansen 44e 88e · Muccinelli 46e |       |            | Stadio Comunale, Turin 15h00 Arbitre : Pieri |

| dimanche 9 mars 1952 24e journée | Atalanta | 0 - 1         | Juventus | Stadio Comunale, Bergame 15h00 Arbitre : Agnolin |
| dimanche 9 mars 1952 24e journée |          | 56e J. Hansen |          | Stadio Comunale, Bergame 15h00 Arbitre : Agnolin |

| dimanche 16 mars 1952 25e journée | Juventus                       | 2 - 1 | Triestina   | Stadio Comunale, Turin 15h30 Arbitre : Bernardi |
| dimanche 16 mars 1952 25e journée | J. Hansen 20e · Muccinelli 40e |       | 55e Boscolo | Stadio Comunale, Turin 15h30 Arbitre : Bernardi |

| dimanche 23 mars 1952 26e journée | Juventus                                                     | 5 - 1 | Pro Patria | Stadio Comunale, Turin 15h30 Arbitre : Longagnani |
| dimanche 23 mars 1952 26e journée | J. Hansen 3e (pen.) 22e · Muccinelli 26e 58e · Boniperti 75e |       | 31e Santos | Stadio Comunale, Turin 15h30 Arbitre : Longagnani |

| dimanche 30 mars 1952 27e journée | Udinese                  | 2 - 7 | Juventus                                                    | Stadio Moretti, Udine 15h30 Arbitre : Orlandini |
| dimanche 30 mars 1952 27e journée | Sørensen 73e · Darin 82e |       | 5e 39e 47e Vivolo · 30e 50e J. Hansen · 65e 83e A.K. Hansen | Stadio Moretti, Udine 15h30 Arbitre : Orlandini |

| dimanche 5 avril 1952 28e journée | Juventus                     | 2 - 1 | Sampdoria         | Stadio Comunale, Turin 15h30 Arbitre : Pieri |
| dimanche 5 avril 1952 28e journée | A.K. Hansen 21e · Vivolo 44e |       | 41e (csc) Manente | Stadio Comunale, Turin 15h30 Arbitre : Pieri |

| dimanche 13 avril 1952 29e journée | Lucchese | 0 - 0 | Juventus | Stadio Porta Elisa, Lucques 16h00 Arbitre : Agnolin |
| dimanche 13 avril 1952 29e journée |          |       |          | Stadio Porta Elisa, Lucques 16h00 Arbitre : Agnolin |

| dimanche 20 avril 1952 30e journée | Juventus                                                             | 6 - 0 | Torino | Stadio Comunale, Turin 16h00 30 000 spectateurs Arbitre : Orlandini |
| dimanche 20 avril 1952 30e journée | J. Hansen 10e 82e · A.K. Hansen 17e · Vivolo 40e · Boniperti 64e 89e |       |        | Stadio Comunale, Turin 16h00 30 000 spectateurs Arbitre : Orlandini |

| dimanche 27 avril 1952 31e journée | Bologne        | 2 - 3 | Juventus                                    | Stadio Comunale, Bologne 16h00 Arbitre : De Leo |
| dimanche 27 avril 1952 31e journée | Gritti 13e 85e |       | 8e J. Hansen · 10e A.K. Hansen · 18e Vivolo | Stadio Comunale, Bologne 16h00 Arbitre : De Leo |

| dimanche 4 mai 1952 32e journée | Juventus                              | 3 - 1 | Milan    | Stadio Comunale, Turin 16h00 Arbitre : Gemini |
| dimanche 4 mai 1952 32e journée | Vivolo 4e · Boniperti 18e · Præst 65e |       | 89e Gren | Stadio Comunale, Turin 16h00 Arbitre : Gemini |

| dimanche 11 mai 1952 33e journée | Palerme | 0 - 0 | Juventus | Stadio La Favorita, Palerme 16h00 Arbitre : Agnolin |
| dimanche 11 mai 1952 33e journée |         |       |          | Stadio La Favorita, Palerme 16h00 Arbitre : Agnolin |

| dimanche 25 mai 1952 34e journée | Juventus        | 1 - 1 | Naples    | Stadio Comunale, Turin 16h00 Arbitre : Rigato |
| dimanche 25 mai 1952 34e journée | A.K. Hansen 76e |       | 75e Mayer | Stadio Comunale, Turin 16h00 Arbitre : Rigato |

| dimanche 1er juin 1952 35e journée | Inter                                   | 3 - 2 | Juventus                      | Stadio San Siro, Milan 16h00 Arbitre : Agnolin |
| dimanche 1er juin 1952 35e journée | Broccini 13e · Armano 33e · Lorenzi 64e |       | 69e Boniperti · 75e J. Hansen | Stadio San Siro, Milan 16h00 Arbitre : Agnolin |

| dimanche 8 juin 1952 36e journée | Juventus                                 | 3 - 1 | Novare     | Stadio Comunale, Turin 16h30 Arbitre : Marchese |
| dimanche 8 juin 1952 36e journée | Vivolo 19e · Muccinelli 82e · Parola 88e |       | 87e Feccia | Stadio Comunale, Turin 16h30 Arbitre : Marchese |

| dimanche 15 juin 1952 37e journée | Juventus | 0 - 0 | Côme | Stadio Comunale, Turin 16h30 Arbitre : Agnolin |
| dimanche 15 juin 1952 37e journée |          |       |      | Stadio Comunale, Turin 16h30 Arbitre : Agnolin |

| dimanche 22 juin 1952 38e journée | Padoue        | 1 - 2 | Juventus                     | Stadio Silvio Appiani, Padoue 16h30 Arbitre : Occhinegro |
| dimanche 22 juin 1952 38e journée | Prunecchi 39e |       | 41e Caprile · 53e Muccinelli | Stadio Silvio Appiani, Padoue 16h30 Arbitre : Occhinegro |

#### Classement
|  |    | Classement final 1951-1952 | Pts | MJ | V  | N  | D  | BP | BC | Dif |
|  | -- | -------------------------- | --- | -- | -- | -- | -- | -- | -- | --- |
|  | 1. | Juventus                   | 60  | 38 | 26 | 8  | 4  | 98 | 34 | +64 |
|  | 2. | Milan                      | 53  | 38 | 20 | 13 | 5  | 87 | 41 | +46 |
|  | 3. | Inter                      | 49  | 38 | 21 | 7  | 10 | 86 | 49 | +37 |

| 9e titre La Juventus championne d'Italie de Serie A de 1951-1952 |

### Résultats en Coupe latine
- Demi-finale

| jeudi 26 juin 1952 | FC Barcelone                             | 4 - 2 | Juventus          | Parc des Princes, Paris 21h30 Arbitre : Vincenti |
| jeudi 26 juin 1952 | Manchón 3e · Basora 20e 54e · Kubala 50e |       | 41e 80e Boniperti | Parc des Princes, Paris 21h30 Arbitre : Vincenti |

- Match pour la 3e place

| samedi 28 juin 1952 | Juventus                                   | 3 - 2 | Sporting Portugal | Parc des Princes, Paris Arbitre : Asensi |
| samedi 28 juin 1952 | Boniperti 5e · K.A. Hansen 7e · Vivolo 15e |       | 30e 78e Martins   | Parc des Princes, Paris Arbitre : Asensi |

### Matchs amicaux
| dimanche 2 septembre 1951 | Milan            | 3 - 2 | Juventus         |  |
| dimanche 2 septembre 1951 | Buteurs inconnus |       | Buteurs inconnus |  |

| jeudi 11 octobre 1951 | Juventus         | 7 - 0 | Cenisia |  |
| jeudi 11 octobre 1951 | Buteurs inconnus |       |         |  |

| jeudi 25 octobre 1951 | Juventus         | 8 - 0 | Cenisia |  |
| jeudi 25 octobre 1951 | Buteurs inconnus |       |         |  |

| dimanche 25 novembre 1951 | Biellese | 0 - 8            | Juventus |  |
| dimanche 25 novembre 1951 |          | Buteurs inconnus |          |  |

| jeudi 6 décembre 1951 | Juventus         | 9 - 0 | Cenisia |  |
| jeudi 6 décembre 1951 | Buteurs inconnus |       |         |  |

| jeudi 13 décembre 1951 | Juventus         | 2 - 0 | SNIA |  |
| jeudi 13 décembre 1951 | Buteurs inconnus |       |      |  |

| jeudi 20 décembre 1951 | Juventus       | 1 - 2 | Piemonte         |  |
| jeudi 20 décembre 1951 | Buteur inconnu |       | Buteurs inconnus |  |

| jeudi 27 décembre 1951 | Juventus | score inconnu | Cirié |  |
| jeudi 27 décembre 1951 |          |               |       |  |

| jeudi 10 janvier 1952 | Juventus | score inconnu | Piemonte |  |
| jeudi 10 janvier 1952 |          |               |          |  |

| jeudi 17 janvier 1952 | Juventus | score inconnu | Cenisia |  |
| jeudi 17 janvier 1952 |          |               |         |  |

| dimanche 24 février 1952 | Biellese         | 2 - 3 | Juventus         |  |
| dimanche 24 février 1952 | Buteurs inconnus |       | Buteurs inconnus |  |

| jeudi 28 février 1952 | Juventus | score inconnu | Lanzio |  |
| jeudi 28 février 1952 |          |               |        |  |

| jeudi 13 mars 1952 | Juventus | score inconnu | Cenisia |  |
| jeudi 13 mars 1952 |          |               |         |  |

| jeudi 19 mars 1952 | Casale         | 1 - 1 | Juventus       |  |
| jeudi 19 mars 1952 | Buteur inconnu |       | Buteur inconnu |  |

## Effectif du club
Effectif des joueurs de la Juventus Football Club lors de la saison 1951-1952.

## Buteurs
Voici ici les buteurs de la Juventus Football Club toute compétitions confondues.
| 30 buts - John Hansen 22 buts - Giampiero Boniperti 17 buts - Ermes Muccinelli 13 buts - Karl Aage Hansen - Pasquale Vivolo | 3 buts - Karl Aage Præst 2 buts - Emilio Caprile - Giacomo Mari 1 but - Carlo Parola |